# Chambre des représentants du Michigan
Capitole de l'État du Michigan, Lansing
La Chambre des représentants du Michigan (en anglais : Michigan House of Representatives) est la chambre basse de la Législature d'État du Michigan, l'organe législatif de l'État américain du Michigan.

## Composition
La Chambre des représentants du Michigan compte 110 membres. Les représentants sont élus tous les deux ans, les années paires, dans chacune des 110 circonscriptions de l'État (qui comptent de 77 000 à 91 000 habitants). Les représentants ne peuvent pas exercer plus de trois mandats.

## Siège
La Chambre des représentants du Michigan siège au Capitole de l'État du Michigan situé à Lansing.

## Représentation
|                   |                   |                 |                 |        |     |   |  |  |
| Parti républicain | Parti républicain | Parti démocrate | Parti démocrate | Vacant |     |   |  |  |
| Début 2019        | 58                | 58              | 52              | 52     | 110 | 0 |  |  |
| 21 mai 2019       | 57                | 1               | 52              | 52     | 110 | 0 |  |  |
| 8 novembre 2019   | 57                | 1               | 51              | 51     | 109 | 1 |  |  |
| 18 mars 2020      | 57                | 1               | 52              | 52     | 110 | 0 |  |  |
| 29 mars 2020      | 57                | 1               | 51              | 51     | 109 | 1 |  |  |
| 19 novembre 2020  | 57                | 1               | 52              | 52     | 110 | 0 |  |  |
| 2021-2023         | 58                | 58              | 52              | 52     | 110 | 0 |  |  |
| Début 2023        | 54                | 54              | 56              | 56     | 110 | 0 |  |  |
| 13 novembre 2023  | 54                | 54              | 55              | 55     | 109 | 1 |  |  |
| 20 novembre 2023  | 54                | 54              | 54              | 54     | 108 | 2 |  |  |
| %                 | 50 %              | 50 %            | 50 %            | 50 %   |     |   |  |  |

Depuis le redécoupage des circonscriptions suivant le recensement de 2010, les électeurs démocrates sont en effet rassemblés dans un faible nombre de circonscriptions, victimes de gerrymandering.